# Testacella haliotidea
Testacella haliotidea Draparnaud, 1801 è un mollusco gasteropode polmonato terrestre della famiglia Testacellidae.

## Biologia
Questi molluschi hanno abitudini sotterranee e vivono in terreni ricchi di sostanza organica. Di notte, o a seguito di forti piogge, possono emergere dai loro ripari e strisciare liberamente in superficie, ove possono essere occasionalmente reperiti sotto pietre o tronchi. Durante l'inverno si riparano in piccole celle sotterranee, dove giacciono ibernate in stato fortemente contratto.
Si tratta di carnivori predatori, che si nutrono di altri molluschi terrestri e lombrichi.

## Distribuzione e habitat
Questa specie è nativa di Spagna orientale e Francia meridionale. A seguito di ripetute introduzioni accidentali, la specie si è naturalizzata in diversi paesi europei, tra i quali l'Italia (segnalata in Piemonte, nei pressi di Torino), i Paesi Bassi, la Svizzera, la Gran Bretagna (compresa l'Irlanda del Nord) e Madeira.